# Hans Caspar von Knoblauch zu Hatzbach
Hans Caspar von Knoblauch zu Hatzbach, häufig in der Literatur auch kurz Hans von Knoblauch (* 15. September 1719 in Hatzbach, Landgrafschaft Hessen-Kassel; † 16. September 1793 in Ziegenhain) war ein hessen-kasselischer Generalmajor und aktiver Freimaurer in Marburger Logen.

## Familie
Hans von Knoblauch entstammt dem Adelsgeschlecht der Knoblauch zu Hatzbach, das der Althessischen Ritterschaft angehört. Er war der vierte Sohn seiner Eltern, Hauptmann Ludwig Friedrich von Knoblauch zu Hatzbach (1679–1719) und dessen Ehefrau Maria Catherina, geborene Wolff von Gudenberg (1688–1753).
In erster Ehe war er seit 1739 verheiratet mit Sybille Christine Helene von Heydwolff (1719–1757). Aus dieser Ehe entsprangen zwei Töchter und ein früh verstorbener Sohn, die zweite Ehe schloss er 1759 mit Henriette Philippine Luise (1738–1823), einer Schwester seiner ersten Gattin. Sie hatten gemeinsam drei Söhne und fünf Töchter, von denen eine früh verstarb.

## Berufliche Laufbahn

### Militärische Karriere
Hans von Knoblauch war seit 1733 Edelknabe am landgräflichen Hof in Kassel, 1736 wurde er Leibpage. Vom 2. Januar 1739 an diente er als Fähnrich bei den Leibdragonern, avancierte 1742 zum Lieutenant und nahm 1742/1743 am Österreichischen Erbfolgekrieg (u. a. an der verlorenen Schlacht von Simbach am Inn) teil. 1750 wurde er Capitain, 1757 Brigademajor, im Herbst 1757 Major und im Juni 1759 schließlich Obristlieutenant im Reiterregiment „von Einsiedel“. Im 1. August 1759 geriet er im Laufe des Siebenjährigen Krieges bei der Schlacht von Minden in Gefangenschaft. Seine Karriere setzte er im Mai 1762 mit der Ernennung zum Obristen fort. Am 4. Juli 1765 übernahm er das Garnisonsregiment „von Wurmb“, das seitdem den Namen „von Knoblauch“ trug.
Zwischen 1775 und 1780 exerzierte er die in den Amerikanischen Unabhängigkeitskrieg abkommandierten hessischen Truppen. In dieser Zeit wurde er zum Generalmajor befördert. Am 13. August 1780 reiste er selber nach Amerika ab und übernahm dort das Kommando über das Regiment „von Wissenbach“, nunmehr „von Knoblauch“ genannt. Am 1. November 1783 kehrte er nach Kassel zurück. (Siehe auch Deutsche Beteiligung am Amerikanischen Unabhängigkeitskrieg.) Am 18. Januar 1781 ist er mit dem hessischen Orden Pour la vertu militaire ausgezeichnet worden.
Im Jahr 1788 wurde Hans von Knoblauch von Kassel nach Ziegenhain versetzt, wo er zunächst Vizekommandant, seit 1790 dann bis zu seinem Tode Kommandant der Festung war.

### Wohnsitze
Während und außerhalb seiner militärischen Verwendung hatte Hans von Knoblauch mit seiner Familie mehrere Wohnsitze. Außer in Kassel und Ziegenhain lebte er 1756 in Allna und von 1762 bis 1767 in Elnhausen, beide bei Marburg gelegen, sowie in der Stadt Marburg selber. Nach einem finanziellen Ausgleich innerhalb der Familie kaufte er im Jahr 1767 den Renthof in Allna und ließ sich dort bis 1776 nieder.

## Freimaurerei
Hans von Knoblauch war einer der aktivsten Freimaurer seiner Zeit. Er war Mitglied der ältesten Bruderschaft in der Landgrafschaft Hessen-Kassel, der bereits 1743 gegründeten Freimaurerloge „Zu den drey Löwen“ in Marburg. Fast während des gesamten siebten Jahrzehnts des 18. Jahrhunderts war er Meister vom Stuhl dieser Loge, jedoch trennte er sich im Jahre 1769 wegen inhaltlicher Differenzen von dieser und wurde zum Mitgründer einer neuen, allerdings nur kurzlebigen Loge „Zu den drei Rosen“ in Marburg, die einer mehr esoterischen Ausrichtung der Freimaurerei folgte. In Kassel war er 1766 gemeinsam mit Dietrich Christoph Ihringk maßgeblich an der Gründung der Loge „Zum Tale Josaphat“ beteiligt.